# Patinação de velocidade nos Jogos Olímpicos de Inverno de 2006 - Perseguição por equipes masculino
A competição de perseguição por equipes masculino de patinação de velocidade nos Jogos Olímpicos de Inverno de 2006 foi disputado no dia 16 de fevereiro.

## Medalhistas
|  | ITA Itália                                                         |  | CAN Canadá                                                             |  | NED Países Baixos                                                     |
|  | Matteo Anesi Stefano Donagrandi Enrico Fabris Ippolito Sanfratello |  | Arne Dankers Steven Elm Denny Morrison Jason Parker Justin Warsylewicz |  | Sven Kramer Rintje Ritsma Mark Tuitert Carl Verheijen Erben Wennemars |

## Resultados

### Fase preliminar
| Pos. | País               | Tempo   | PP  | Patinadores               | Patinadores       | Patinadores          |
| ---- | ------------------ | ------- | --- | ------------------------- | ----------------- | -------------------- |
| 1    | CAN Canadá         | 3:47.37 | 4 F | Arne Dankers              | Steven Elm        | Denny Morrison       |
| 2    | ITA Itália         | 3:47.79 | 4 C | Stefano Donagrandi        | Enrico Fabris     | Ippolito Sanfratello |
| 3    | NED Países Baixos  | 3:48.02 | 3 F | Rintje Ritsma             | Mark Tuitert      | Carl Verheijen       |
| 4    | NOR Noruega        | 3:49.55 | 3 C | Eskil Ervik               | Oystein Grodum    | Lasse Saetre         |
| 5    | GER Alemanha       | 3:49.59 | 1 C | Stefan Heythausen         | Robert Lehmann    | Tobias Schneider     |
| 6    | RUS Rússia         | 3:49.75 | 2 C | Artyom Detyshev           | Aleksandr Kibalko | Ivan Skobrev         |
| 7    | USA Estados Unidos | 3:51.32 | 2 F | Charles Ryan Leveille Cox | Clay Mull         | Derek Parra          |
| 8    | JPN Japão          | 4:03.83 | 1 F | Kesato Miyazaki           | Teruhiro Sugimori | Takahiro Ushiyama    |

### Quartas de finais
| País               | Tempo   | PP  | Patinadores      | Patinadores       | Patinadores               |
| ------------------ | ------- | --- | ---------------- | ----------------- | ------------------------- |
| NED Países Baixos  | 3:44.65 | 1 F | Sven Kramer      | Carl Verheijen    | Erben Wennemars           |
| RUS Rússia         | 3:47.49 | 1 C | Yevgeny Lalenkov | Dmitry Shepel     | Ivan Skobrev              |
|                    |         |     |                  |                   |                           |
| ITA Itália         | 3:43.64 | 2 F | Matteo Anesi     | Enrico Fabris     | Ippolito Sanfratello      |
| USA Estados Unidos | 3:44.11 | 2 C | KC Boutiette     | Chad Chedrick     | Charles Ryan Leveille Cox |
|                    |         |     |                  |                   |                           |
| NOR Noruega        | 3:47.81 | 3 F | Havard Bokko     | Eskil Ervik       | Mikael Flygind-Larsen     |
| GER Alemanha       | 3:49.68 | 3 C | Joerg Dallmann   | Stefan Heythausen | Tobias Schneider          |
|                    |         |     |                  |                   |                           |
| CAN Canadá         | 3:52.01 | 4 F | Denny Morrison   | Jason Parker      | Justin Warsylewicz        |
| JPN Japão          | 3:53.88 | 4 C | Kesato Miyazaki  | Teruhiro Sugimori | Takahiro Ushiyama         |

### Semifinais
| País              | Tempo         | PP  | Patinadores  | Patinadores    | Patinadores          |
| ----------------- | ------------- | --- | ------------ | -------------- | -------------------- |
| ITA Itália        | Ultrapassagem | 1 F | Matteo Anesi | Enrico Fabris  | Ippolito Sanfratello |
| NED Países Baixos | Ultrapassado  | 1 C | Sven Kramer  | Carl Verheijen | Erben Wennemars      |
|                   |               |     |              |                |                      |
| CAN Canadá        | 3:44.91       | 2 F | Arne Dankers | Denny Morrison | Justin Warsylewicz   |
| NOR Noruega       | 3:47.81       | 2 C | Havard Bokko | Eskil Ervik    | Oystein Grodum       |

### Finais
| País    | Tempo              | PP      | Patinadores | Patinadores       | Patinadores               |                       |
| Final A | Final A            | Final A | Final A     | Final A           | Final A                   | Final A               |
| ------- | ------------------ | ------- | ----------- | ----------------- | ------------------------- | --------------------- |
| 1       | ITA Itália         | 3:44.46 | C           | Matteo Anesi      | Enrico Fabris             | Ippolito Sanfratello  |
| 2       | CAN Canadá         | 3:47.28 | F           | Arne Dankers      | Steven Elm                | Justin Warsylewicz    |
| Final B |                    |         |             |                   |                           |                       |
| 3       | NED Países Baixos  | 3:44.53 | F           | Sven Kramer       | Mark Tuitert              | Carl Verheijen        |
| 4       | NOR Noruega        | 3:45.96 | C           | Havard Bokko      | Eskil Ervik               | Mikael Flygind-Larsen |
| Final C |                    |         |             |                   |                           |                       |
| 5       | RUS Rússia         | 3:46.91 | C           | Alesandr Kibalko  | Dmitry Shepel             | Ivan Skobrev          |
| 6       | USA Estados Unidos | 3:49.74 | F           | KC Boutiette      | Charles Ryan Leveille Cox | Clay Mull             |
| Final D |                    |         |             |                   |                           |                       |
| 7       | GER Alemanha       | 3:48.28 | F           | Stefan Heythausen | Robert Lehmann            | Tobias Schneider      |
| 8       | JPN Japão          | 3:50.37 | C           | Kesato Miyazaki   | Teruhiro Sugimori         | Takahiro Ushiyama     |

## Resultado final
| Pos. | País               | Patinadores                                                                       |
| ---- | ------------------ | --------------------------------------------------------------------------------- |
|      | ITA Itália         | Matteo Anesi, Stefano Donagrandi, Enrico Fabris, Ippolito Sanfratello             |
|      | CAN Canadá         | Arne Dankers, Steven Elm, Denny Morrison, Jason Parker, Justin Warsylewicz        |
|      | NED Países Baixos  | Sven Kramer, Rintje Ritsma, Mark Tuitert, Carl Verheijen, Erben Wennemars         |
| 4    | NOR Noruega        | Håvard Bøkko, Eskil Ervik, Mikael Flygind Larsen, Øystein Grødum, Lasse Sætre     |
| 5    | RUS Rússia         | Artyom Detyshev, Aleksandr Kibalko, Yevgeny Lalenkov, Dmitry Shepel, Ivan Skobrev |
| 6    | USA Estados Unidos | K.C. Boutiette, Chad Hedrick, Charles Leveille, Clay Mull, Derek Parra            |
| 7    | GER Alemanha       | Jörg Dallmann, Stefan Heythausen, Robert Lehmann, Tobias Schneider                |
| 8    | JPN Japão          | Kesato Miyazaki, Teruhiro Sugimori, Takahiro Ushiyama                             |

Legenda
| Recorde mundial      | Recorde mundial (World record)               |                       | Recorde africano                      | Recorde africano (African) |                                           | Q | Classificado por posição (Qualified) |
| Recorde olímpico     | Recorde olímpico (Olympic record)            | Recorde da América    | Recorde da América (Americas)         | q                          | Classificado por melhor tempo (Qualified) |   |                                      |
| Melhor marca do ano  | Melhor marca do ano (World leading)          | Recorde asiático      | Recorde asiático (Asian)              | DNS                        | Não largou (Did not start)                |   |                                      |
| Recorde nacional     | Recorde nacional (National record)           | Recorde europeu       | Recorde europeu (European)            | DNF                        | Não terminou (Did not finish)             |   |                                      |
| Recorde pessoal      | Recorde pessoal do atleta (Personal best)    | Recorde da Oceania    | Recorde da Oceania (Oceania)          | DSQ / DQ                   | Desclassificado (Disqualified)            |   |                                      |
| Recorde da temporada | Recorde da temporada do atleta (Season best) | Recorde sul-americano | Recorde sul-americano (South America) | NM                         | Sem marca (No mark)                       |   |                                      |